# Willem Abraham Wijthoff

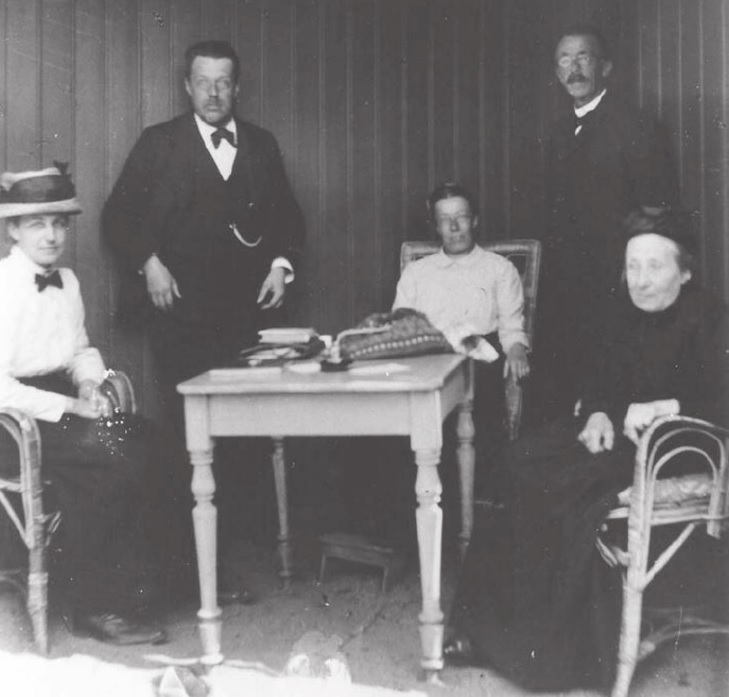
Bij elkaar in het theehuis in de tuin van Truida in Apeldoorn. Van links naar rechts: Anna Wijthoff, Willem Wijthoff, Truida Wijthoff, Julius Kerkhoven, Anna Catharina Wijthoff-Kerkhoven.

Willem Abraham Wijthoff (Amsterdam, 6 oktober 1865 – aldaar, 21 mei 1939) was een Nederlands wiskundige, getaltheoreticus en meetkundige, naar wie meerdere wiskundige begrippen zijn genoemd.

## Biografie
Wijthoff was het jongste kind uit een gezin met vier kinderen. Hij had drie oudere zusters.
Wijthoffs vader, eveneens Willem Abraham Wijthoff geheten (1830-1880), was een van de zonen in P.G.L. Wijthoff & Zn., suikerraffinadeurs te Amsterdam. Zijn moeder was Anna Catharina Frederika Kerkhoven (1835-1918). Het gezin kreeg vier kinderen. Zijn oudste zus, Truida (1859-1953), werkte als lerares wis- en natuurkunde, maar werkte ook op een Amsterdams administratiekantoor voor Amerikaansche Spoorwegwaarden. Zij was gehuwd met Julius Kerkhoven, een jongere broer van Rudolf Kerkhoven, de hoofdpersoon in Hella Haasses magistrale roman de Heren van de Thee. De middelste zuster, Henriëtte (1861-1949), was schrijfster van kinderboeken, en bestuurslid van het J.C. van der Hucht-fonds. Zijn jongste zuster Anna (1863-1944) werkte als beeldend kunstenares.
Het lijkt er op dat Wijthoff eind negentiende, begin twintigste eeuw als leraar wiskunde in het middelbaar onderwijs in Amsterdam actief was. Gezien zijn promotie en de aard van zijn andere werkzaamheden op wiskundig gebied zal hij vermoedelijk lesgegeven hebben op een van de gymnasia of HBS'en in zijn woonplaats. Daarnaast was hij, naar het schijnt, actief als wiskundig adviseur.
In 1898 promoveerde Wijthoff cum laude bij professor D.J. Korteweg op een proefschrift met de titel: De biquaternion als bewerking in de ruimte van vier afmetingen.

## Werk
Van 1899 tot 1929 was Wijthoff medewerker bij het blad "Revue Semestrielle des Publications Mathematiques", een voorloper van de "Mathematical Reviews". Wijthoff is bekend door zijn studie naar combinatorische spellen, door de door hem bedachte wythoff-constructie en door het naar hem genoemde wythoff-symbool, dat nog steeds gebruikt wordt in de betegeling van de vlakke ruimte. Ook komt men de termen wythoff-paar, wythoff-array en wythoff-matrix tegen.

### Spel van Wythoff
Het spel van Wythoff werd voor het eerst beschreven in een artikel "A modification of the game of nim,", Nieuw Archief voor wiskunde 2 (1905-07) 199-202. In Wijthoffs eigen woorden gaat het spel als volgt:

Het spel wordt gespeeld door twee personen. Er worden twee stapels van 'tellers' op de tafel geplaatst, het aantal 'tellers' in beide stapels is willekeurig. De spelers spelen om de beurt. Zij kunnen kiezen: of van een de stapels een willekeurig aantal 'tellers' nemen of van beide stapels evenveel 'tellers'. De speler die de laatste 'teller' of 'tellers' van de stapel(s) neemt, wint.

## Werken
- (nl)  "De biquaternion als bewerking in de ruimte van vier afmetingen." (Amsterdam: Ipenbuur en Van Seldam, 1898, blz 152).
- (nl)  "A modification of the game of nim," Nieuw Archief voor wiskunde 2 (1905-07), blz. 199-202.
- (en)  "A relation between the polytopes of the C600 family", Verhandelingen der Koninklijke Akademie van Wetenschappen te Amsterdam, vol 20 (1918), blz. 966–970.